# Ochotona pallasi
A pika-de-pallas (Ochotona pallasi) é um lagomorfo encontrado na Ásia.